# Rocco Mortelliti

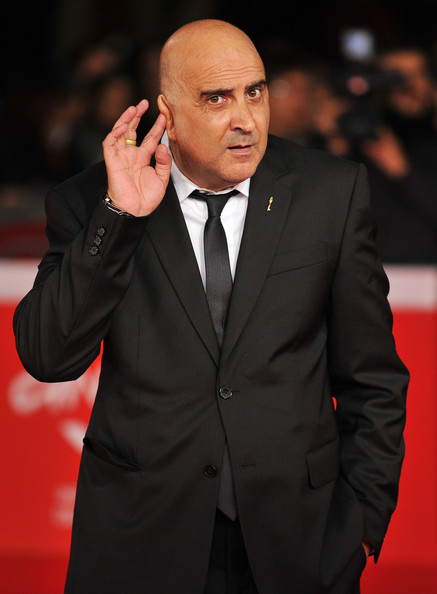
Rocco Mortelliti (2015)

Rocco Mortelliti (* 11. Februar 1959 in Ceprano) ist ein italienischer Schauspieler, Drehbuchautor und Filmregisseur.
Mortelliti widmete sich nach dem Studium bei Ferruccio Soleri an der Accademia d’Arte Drammatica zunächst der Theaterregie und debütierte 1987 mit Adelmo, den er auch schrieb und in dem er spielte, im Kino. Nach Episodenfilmbeiträgen folgte erst zehn Jahre später La strategia della maschera, den er mit seinem Schwiegervater Andrea Camilleri skriptete. In den 1990er Jahren ließ er sich auch des Öfteren als Schauspieler von Kollegen verpflichten.
2011 inszenierte er das Stück Famosa seiner Frau Alessandra am römischen „Teatroinscalota“.

## Filmografie (Auswahl)
Regisseur
- 1987: Adelmo (& Drehbuchautor, Darsteller)
- 1997: La strategia della maschera (auch Drehbuch)
- 2010: La scomparsa di Patò